# James V của Scotland

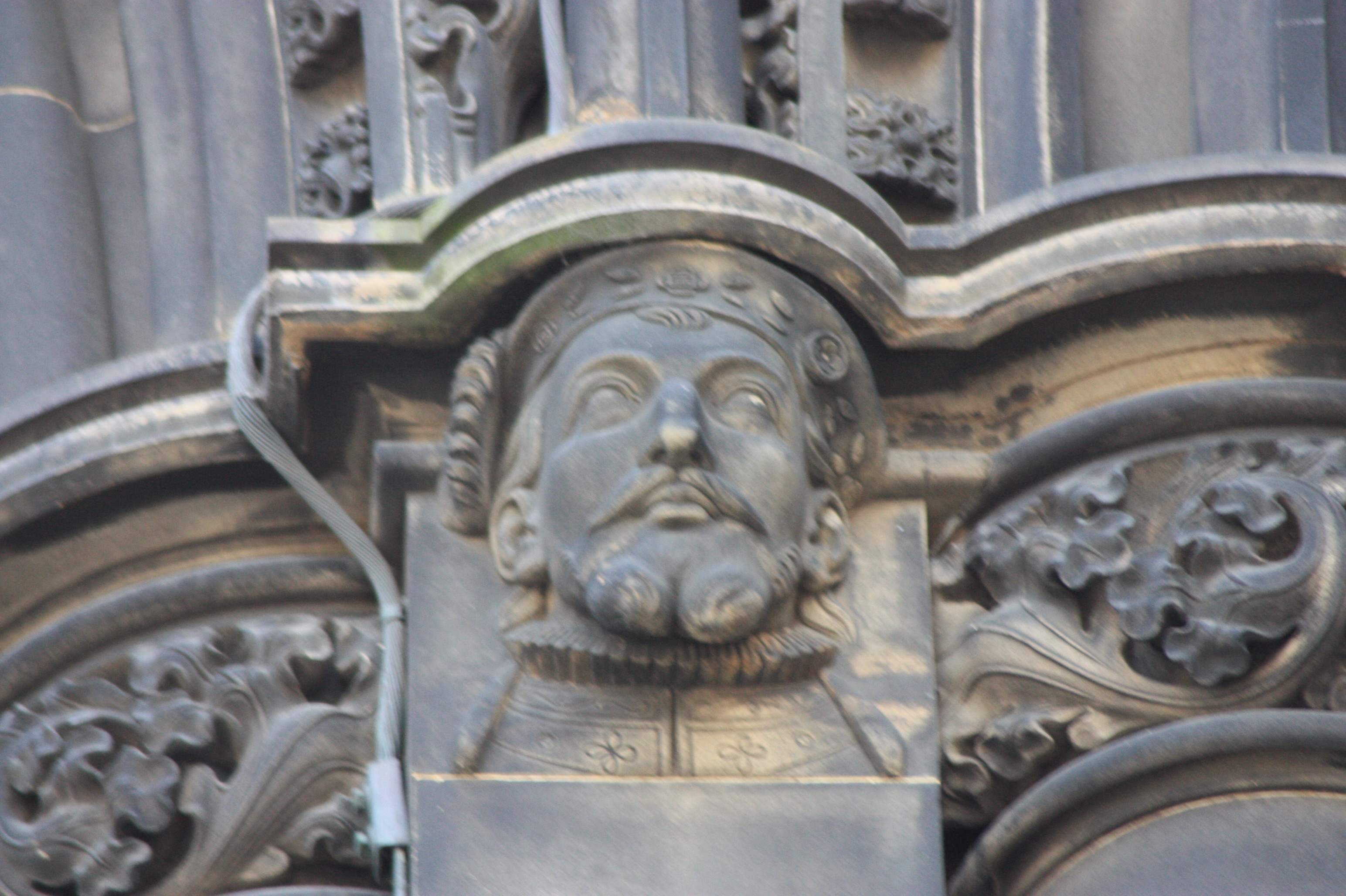
Tượng James V tại Đài tưởng niệm Scott

James V của Scotland (tiếng Pháp: Jacques V d'Écosse; tiếng Scotland: James V o Scotland; 10 tháng 4 năm 1512 – 14 tháng 12 năm 1542), là Quốc vương của Vương quốc Scotland từ ngày 9 tháng 9 năm 1513 đến khi qua đời, không bao lâu sau trận thua của người Scots trong trận Solway Moss. Người con gái hợp pháp duy nhất của ông, Mary, lên kế vị khi chỉ vừa tròn 6 ngày tuổi.

## Cuộc sống ban đầu
James là con trai hợp pháp duy nhất còn sống tới tuổi trưởng thành của nhà vua James IV của Scotland cùng vương hậu Margaret Tudor, con gái của Henry VII của Anh. Ông chào đời vào ngày 10 tháng 4 năm 1512, tại Cung điện Linlithgow, Linlithgowshire và được tiến hành rửa tội vào ngày hôm sau. Ông được nhận tước vị Công tước của Rothesay và Thân vương của Scotland.. James chính thức lên ngôi vua khi mới 17 tháng tuổi khi cha ông, vua James IV, bị giết trong trận Flodden Field ngày 9 tháng 9 năm 1513.
James cử hành lễ gia miện tại lâu đài Stirling ngày 21 tháng 9 năm 1513. Trong thời gian mà ông chưa trưởng thành, đất nước được cai trị bởi nhiếp chính, ban đầu là mẹ ông cho lúc bà tái hôn vào năm sau và sau đó là John Stewart, Công tước thứ hai của Albany, người hiện đứng thứ hai trong danh sách kế vị sau James và em trai ông vừa chào đời, Alexander Stewart, Công tước xứ Ross. Những quan nhiếp chính khác bao gồm Robert Maxwell, Huân tước Maxwell thứ 5, đây người của Hội đồng nhiếp chính đã được trao cho Arran, đảo lớn nhất vùng Firth of Clyde. Tháng 2 năm 1517, James từ Stirling đến Holyroodhouse, Edinburgh, nhưng lúc đó có một đợt dịch bệnh trong thành phố, nên ông được chuyển đến chỗ Antoine d'Arces ở gần lâu đài Craigmillar . Tại Stirling, cậu bé 10 tuổi James có một được bảo vệ bởi 20 người lính được trang bị trang phục với màu sắc riêng biệt, đỏ vàng. Khi ông đi đến công viên bên dưới lâu đài, "bởi bí quyết và thời tiết," sáu người lính kị sẽ hộ tống ông trong suốt quãng đường hai dặm để ngăn không cho kẻ nào xâm nhập đến gần đức vua.. Nhiều nhà thơ đã viết những tác phẩm của tiêng mình trình cho James dạy cho ông về những hành vi, cử chỉ của người vương tộc. Thời thiếu niên, việc học của ông được thực hiện ở Đại học St Andrews, những nhà thơ như Sir David Lyndsay đã dạy ông.. William Stewart, trong bài thơ Princelie Majestie của mình, đã khuyên can nhà vua về việc trượt tuyết:
To princes als it is ane vyce,

To ryd hoặc run over rakleslie,

Or aventure to go on yce,

Accordis nocht to thy majestie.

Vào mùa thu năm 1524 James sa thải các nhiếp chính và được mẹ ông tuyên bố là một nhà cai trị trưởng thành. Một vài viên quan được bổ nhiệm bao gồm cả nhạc sĩ Henry Rudeman.. Sứ giả từ nước Anh, Thomas Magnus đã bị gây gây ấn tượng bởi quang cảnh triều đình Scotland tại Holyroodnhà on All Saints' Day 1524; "kèn trompet và kèn cổ đã vang tiếng nhạc một cách thích thú." Magnus còn ghi nhận nhà vua trẻ đã hát bên cạnh chú ngựa, và biểu diễn với một ngọn giáo tại Leith, và đã gây ấn tượng bằng việc ông ông ưa thích cách cư xử bằng tiếng Anh qua thời trang của Pháp...
Năm 1525, Archibald Douglas, Bá tước thứ sáu của Angus, cũng là cha dượng của vua James V, giành lấy quyền kiểm soát nhà vua và giam lỏng ông như một tù nhân trong vòng ba năm, để qua đó thao túng triều đình. Đã có rất nhiều kế hoạch giải thoát cho nhà vua được đề ra, trong đó một vụ được thực hiện bởi Walter Scott của Branxholme và Buccleuch, người đã phục kích vào đoàn tùy tùng của Nhà vua ngày 25 Tháng 7, 1526 trong trận đánh Melrose, và bị thất bại phải bỏ chạy. Một năm sau, vào ngày 4 tháng 9 năm 1526, lại có thêm một nỗ lực khác nhằm giải thoát cho James trong trận Linlithgow Bridge, nhưng cũng một lần nữa thất bại. Ngày 20 tháng 11 năm 1526, James và Margaret được đưa tới Edinburgh, mẹ ông ở tại trong căn phòng tại Holyroodhouse mà Albany đã sử dụng, và James sử dụng phòng ở tầng.. Tháng 2 năm 1527, Henry Fitzroy, Công tước của Richmond, đã trao cho James 20 con chó săn và một người thợ săn. Mãi đến cuối năm 1528, James mới thoát khỏi sự quản thúc của Angus và tự mình điều hành triều chính. Năm đó ông 16 tuổi.

## Trị vì và tôn giáo

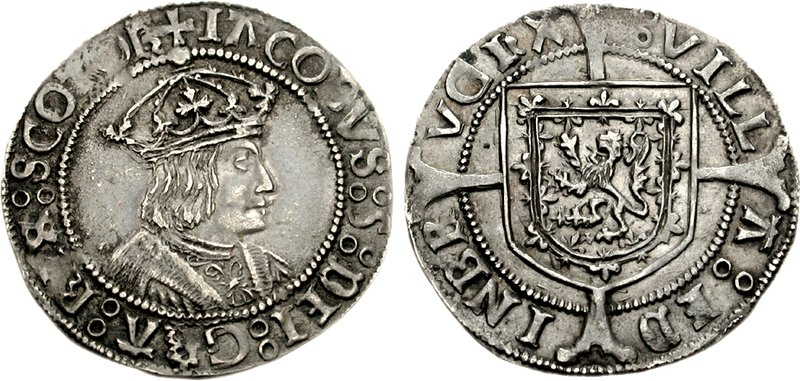
Groat của James V, Edinburgh mint, 1526x1539

Công việc đầu tiên của nhà vua là tìm cách loại bỏ Angus khỏi triều đình. Gia tộc Douglas bị ép phải sống lưu vong và James bao vây lâu đài của họ tại Tantallon. Sau đó ông đã chinh phục được các phiến quân biên phòng và các quý tộc ở phía tây. Theo lời đề nghị của các quý tộc, James đã sử dụng sự phục vụ của Công tước của Albany tại Pháp và Rome; ông có một đội ngũ tư pháp và ngoại giao, bao gồm Adam Otterburn và Thomas Erskine của Haltoun. Thậm chí người phụ trách tài chính và vệ binh, như John Tennent của Listonschiels cũng từng được gửi đi sứ nước Anh, mặc dù bị tiếp đón lạnh nhạt.
James tìm cách gia tăng ngân khố bằng cách thắt chặt sự kiểm soát đối với lãnh địa của hoàng gia, tòa án, các cảng biển và lãnh địa phong kiến. Ông cũng dành cho những người con bất hợp pháp của mình những khoản trợ cấp lớn do ngân khố dư dả. Đồng thời, ông trích tiền bạc để xây dựng và trùng tu lâu đài Stirling, Cung điện Falkland, Cung điện Linlithgow và Holyrood, đồng thời sưu tập rất nhiều những tấm thảm thêu trang trí trong các cung điện, tiếp nối phong trào từ phụ thâm James IV. Năm 1540 ông đến Kirkwall thuộc Orkney, và sau đó là Lewis trên con tàu mang tên Salamander của mình. Mục đích của chuyến hành trình là phô trương uy thế của hoàng gia đối với các vùng xa xôi."
.

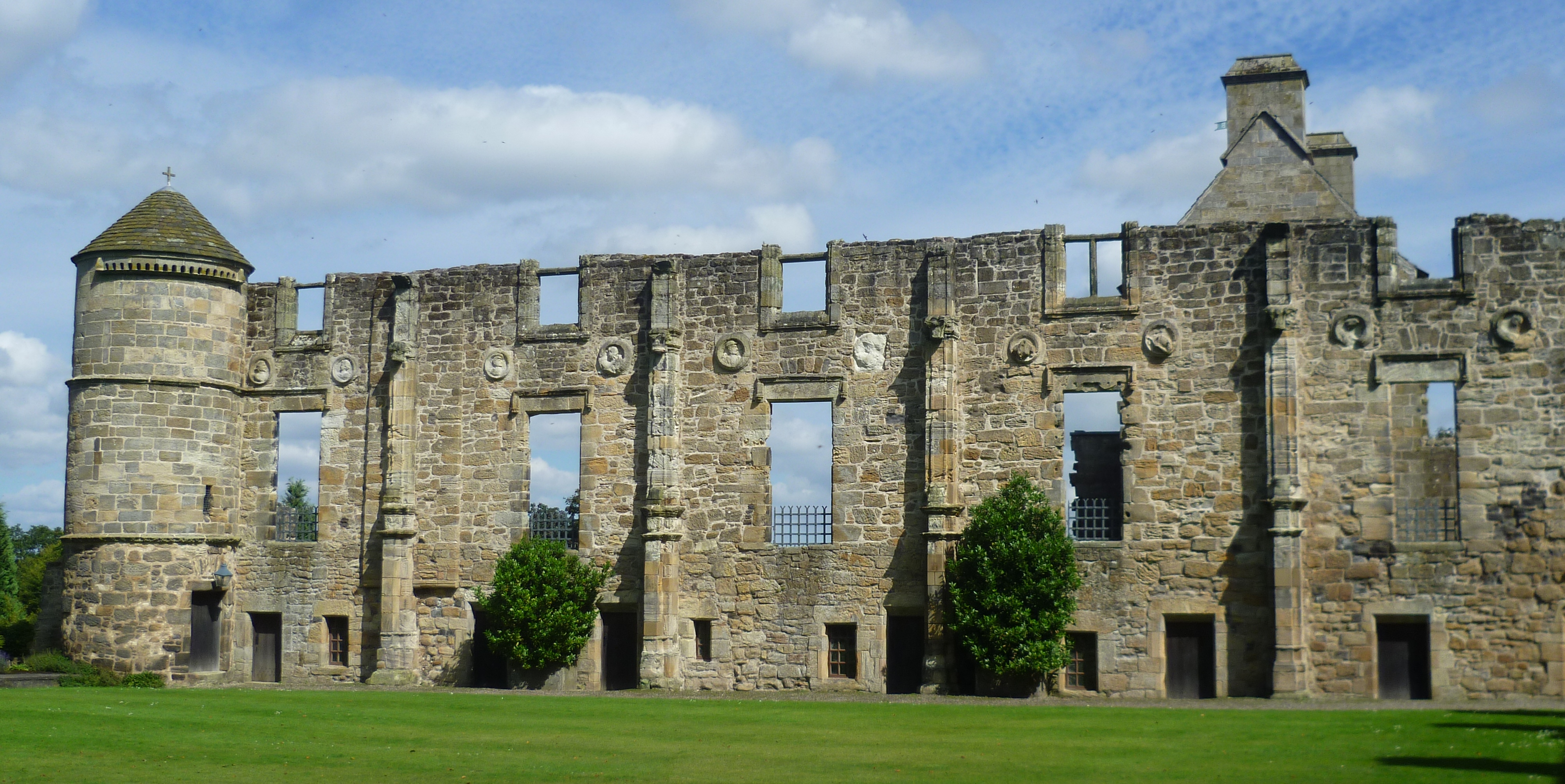
TÔng ruins của James' cung điện in French Renaissance style at Falkland.

Chính sách đối ngoại và đối ngoại của Scotland đã bị ảnh hưởng tình hình nước Anh, đặc biệt là sau khi Henry VIII li khai giáo hội. James V đã trừng phạt thẳng tay những người chống đối Công giáo, nhiều phần tử Kháng Cách bị truy nã. Nổi tiếng nhất trong số này là Patrick Hamilton, người bị xem là dị giáo và thiêu sốngtại St Andrews vào 1528. Sau đó, sứ thần Anh Ralph Sadler nhiều lần khuyên James đóng cửa các nhà thờ và thu tài sản của họ sung công, song ông không đồng tình.
James thu được một khoản chi phí rất lớn từ các nhà thờ bằng sự kiện Giáo hoàng Clement VII cho phép ông đánh thuế vào nhà thờ. Ông cũng 50£ cho Johann Cochlaeus, người chống đối nhà cải cách tôn giáo Martin Luther, sau khi nhận được một quyển sách do ông ta viết năm 1534. Ngày 19 tháng 1 năm 1537 Đức Giáo hoàng Paul III gửi cho James một thanh kiếm biểu thị cho sự may mắn và một chiếc mũ tượng trưng cho lời cầu nguyện rằng James sẽ ra sức chống lại phe dị giáo. Những món quà đã được sứ giả của Giáo hoàng gửi đến cho James khi James đang ở Compiègne, Pháp ngày 25 tháng 2 năm 1537.
Theo như một số nhà sử học thế kỉ XVI, James Kirkcaldy của Grange tìm cách thuyết phục nhà vua chống lại sự đàn áp người Kháng Cách và có một cuộc gặp với Henry VIII tại York., Mặc dù Henry VIII đã chuẩn bị cho cuộc gặp gỡ James V vào tháng 9 năm 1541, nhưng cuối cùng ông lại không đến. Sự kiện này được nhiều sử gia cho là dấu hiệu của liên kết Giáo hội-Pháp-Scotland chống lại Anh, đặc biệt sự thất hẹn của James là do ảnh hưởng từ Hồng y Hồng y Beaton, Keeper của Privy Seal, và đây cũng là một trong những nguyên nhân dẫn đến chiến tranh năm 1542.

## Hôn nhân

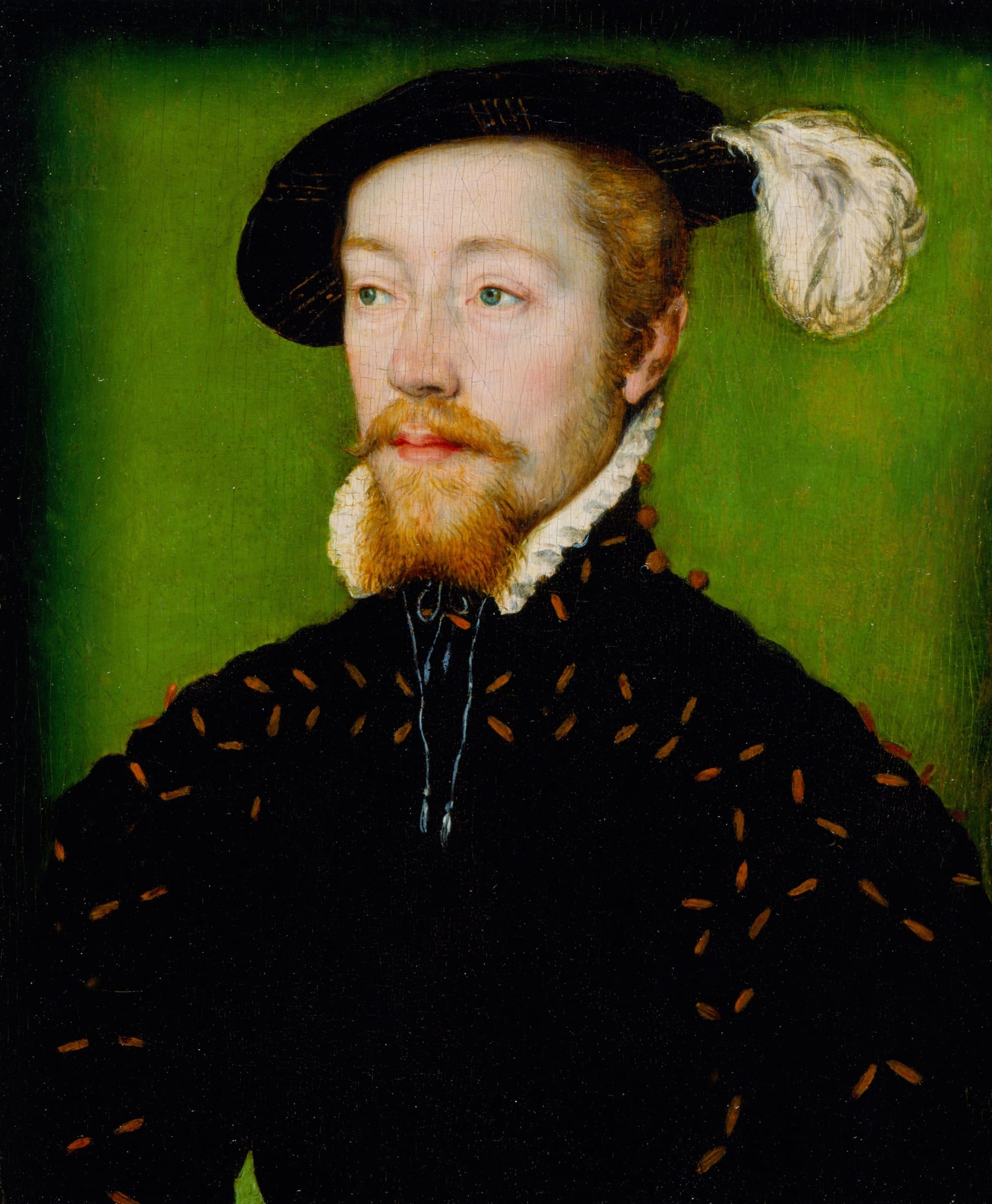
Tranh vẽ James khi ông 25 tuổi, bởi Corneille de Lyon.

Vào đầu tháng 8 năm 1517, để đảm bảo duy trì Hiệp ước Rouen, theo đó James sẽ thành hôn với một công chúa trong vương tộc Pháp. Tuy nhiên, các con gái của François I của Pháp đã được hứa hôn nơi khác, hoặc là quá ốm yếu. Vì thế, sứ giả của James dự định bàn bạc với việc hứa hôn ở nơi khác, đối tượng là Caterina de' Medici, nữ công tước Urbino, và María của Castilla, Vương hậu của Hungary, em gái của Karl V của Thánh chế La Mã. Nhưng dự định này thay đổi. Vào tháng 2 năm 1533, hai sứ thần Pháp, Guillaume du Bellay, Sieur de Langes, và Etienne de Laigue, Sieur de Beauvais, nói với sứ thần Venetian ở London rằng James đã dự định kết hôn với Christine của Đan Mạch.
Francis I cho rằng con gái của ông Madeleine sức khỏe quá yếu, không thể kết hôn. Cuối cùng, ngày 6 tháng 3 năm 1536, một thỏa thuận được đặt ra, theo đó James V sẽ kết hôn với Marie của Bourbon, con gái của công tước Vendôme, và bà này sẽ trở thành vương hậu Scotland với tư cách công chúa nước Pháp. James quyết định đến Pháp để thực hiện hôn lễ. Ông đi từ Kirkcaldy vào ngày 1 tháng 9 năm 1536, cùng Bá tước Argyll, Bá tước Rothes, Huân tước Fleming, David Beaton, các giảo trưởng Pittenweem, lãnh chúa của Drumlanrig và 500 người khác, phương tiện là tàu Mary Willoughby. Đầu tiên ông đến thăm Marie của Bourbon tại St. Quentin ở Picardy, sau đó đã đi về phía nam để gặp vua Pháp. Trong thời gian ở Pháp, vào tháng 10 năm 1536, James có một chuyến đi sản tại Loches với Francis, và con trai nhà vua Pháp, đồng thời là vua Navarre Henry II và Ippolito II d 'Este.
Nhưng James cuối cùng thay đổi ý định vào ngày 1 tháng 1 năm 1537, ông kết hôn với Madeleine của Pháp, con gái của nhà vua Pháp, tại Notre Dame de Paris. Đám cưới là một sự kiện lớn: Francis I cho mời sáu họa sĩ đến để trang trí cung điện thật lộng lẫy, và tổ chức một buổi cưỡi ngựa đấu thương tại Château du Louvre. James V rất thích quần áo màu đỏ, và trong ngày cưới, ông gây sự bối rối cho các đại thần Pháp bằng việc mặc trang phục màu đó trong lễ đưa dâu. Ông cũng được miêu tả là không thể nói được một từ tiếng Pháp nào.
James và Madeleine trở về từ Pháp vào ngày 19 tháng 5 năm 1537, đến Leith, hạm đội Scotland của Đức vua của kèm theo mười lớn tàu Pháp. Như đôi giong thuyền ra khơi về phía bắc, một số Người Anh đã đến trên ra Bridlington và Scarborough. Trong khi hạm đội không Bamburgh vào ngày 15 tháng năm, ba tàu thủy đánh cá Anh cung cấp cá, và hàng thịt Đức vua của đáp xuống Northumbria để mua thịt. Nhà chức trách biên giới Anh bất mãn bởi hoạt động này.
Madeleine không có sức khoẻ tốt. Bà đã nhiễm bệnh nặng trước đó và sớm qua đời ngay sau khi đến Scotland vào tháng Bảy 1537. Một tên gián điệp nói với Thomas Clifford, thuyền trưởng của Berwick, rằng James bỏ qua "tất cả các cách thức của trò tiêu khiển và niềm vui", nhưng lại liên tục quan tâm khẩu súng của mình; và hai lần một tuần ông bí mật đi đến lâu đài Dunbar với sáu người tùy tùng. James sau đó tiếp tục kết hôn với Marie xứ Guise, con gái của Claude, Công tước xứ Guise, và góa phụ của Louis II d'Orléans, Công tước của Longueville, lễ thành hôn diễn ra vào ngày 12 tháng 6 năm 1538. Marie đã có một đời chồng trước đó cùng hai cậu con trai; khi trở thành vương hậu, bà cũng sinh đôi được hai người con trai, gồm James, Công tước của Rothesay và Robert, song cả hai đã chết vào tháng 4 năm 1541, khi James 1 tuổi và tám ngày sau khi Robert đã được rửa tội. Năm 1542, khi James đang hấp hối thì Marie sinh ra một người con gái ở cung điện Linlithgow, công chúa Mary, và đó cũng là đứa con hợp pháp duy nhất của James sống qua tuổi trưởng thành.

## Lợi ích bên ngoài

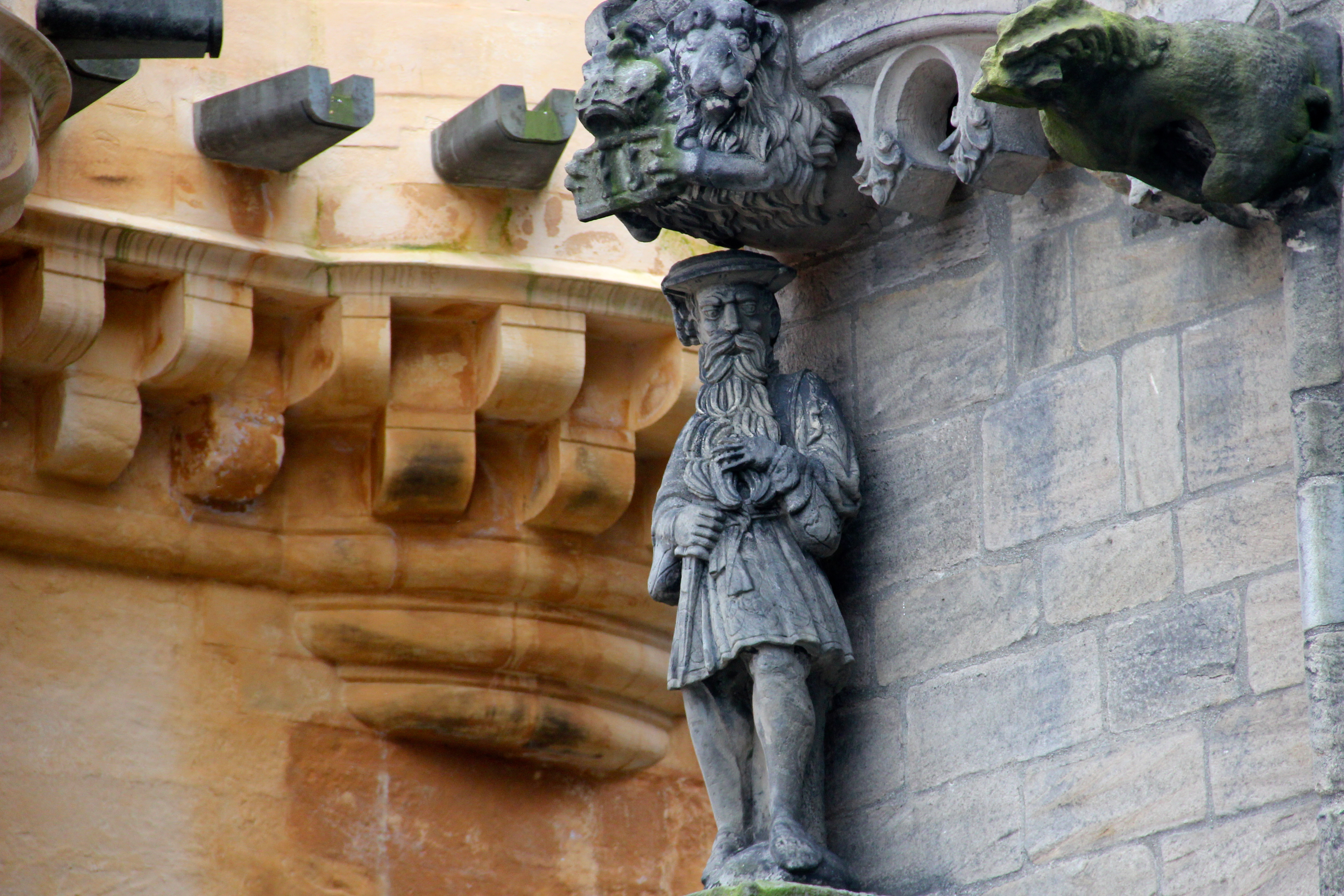
Statue at Stirling Castle, said to depict Gudeman của Ballengeich

## Chiến tranh với Anh
Cái chết của mẹ James V vào năm 1541 đã chấm dứt mọi hi vọng thiết lập một nền hòa bình lâu dài cho hai nước, và chiến tranh nổ ra. Ban đầu người Scotland đã giành chiến thắng ở trận Haddon Rig vào tháng 8 năm 1542. Đại sứ Hoàng gia ở London, Eustace Chapuys, vào ngày 2 tháng 10 đã ghi nhận rằng sứ thần Scotland không chấp thuận cho một thỏa thận hòa giải giữa James và Henry VIII. Henry rất tức giận về việc này và tập hợp quân đội trong nước chống lại Scotland.
Ngày 31 tháng 10 năm 1542, James triệu tập quân đội của ông tại Lauder, chuẩn bị cho chiến tranh. Mặc dù ông hy vọng sẽ có thể tiến hành xâm lược nước Anh, quý tộc Scotland lại chưa sẵn lòng cho việc đó. Ông trở lại Edinburgh và viết một bức thư bằng tiếng Pháp với người vợ của mình tại Falahill, trong thư nhắc đến bệnh tình của ông đã bộc phát ba ngày. Vào tháng 11, quân đội của James lại chịu một thất bại nghiêm trọng ở trận Solway Moss. Ông đã trở bệnh nặng ngay sau đó, vào ngày 6 tháng 12; theo một số nguồn thì nguyên nhân có lẽ là do sự suy sụp tinh thần sau sự thất bại, mặc dù một số nhà sử học nghĩ rằng đó là một căn bệnh bình thường. John Knox sau mô tả động tác cuối cùng của ông ở Fife. Dù bệnh nặng nhưng ông đã cố gắng trở về cung điện Falkland khi người con gái của ông, Mary, chào đời. Sir George Douglas mang tin Đức vua qua đời chết đến báo cho Berwick. Ông ấy đã nói James chết lúc nửa đêm vào ngày thứ năm, 15 Tháng 12: Đức vua nói trong tình trạng mê sảng mê sảng và nói không "lời khuyên ngôn ngoan." James đã được chôn ở Holyrood Abbey ở Edinburgh.
Trước khi James chết, ông đã nói một câu như sau, "it came wi a lass, it'll gang wi a lass" (nghĩa là "Nó bắt đầu từ một người đàn bà và nó sẽ kết thúc cũng với một người đàn bà"). Điều này trùng khớp với số phận của vương triều Stewart (hay Stuart) sau đó.
Kế vị James là người con gái hợp pháp duy nhất của ông, Mary. Ông được chôn cất tại Holyrood Abbey cùng với người vợ đầu tiên của ông Madeleine và hai vương tử vào tháng Giêng 1543. David Lindsay giám sát việc xây dựng lăng mộ của ông. Một trong những nghệ sĩ người Pháp, Andrew Mansioun, tạc tượng một con sư tử và một dòng chữ Roman có kích thước mười tám feet. Ngôi mộ đã bị phá hủy vào thế kỉ XVI, theo William Drummond của Hawthornden sớm nhất là 1544, trong một vụ hỏa hoạn tại thủ đô Edinburgh. Scotland sau đó được cai trị bởi nhiếp chính Arran vì nữ vương còn quá nhỏ tuổi.

## Con cái
Với Madeleine của Pháp và Bretagne
Không có con
Với Marie xứ Guise

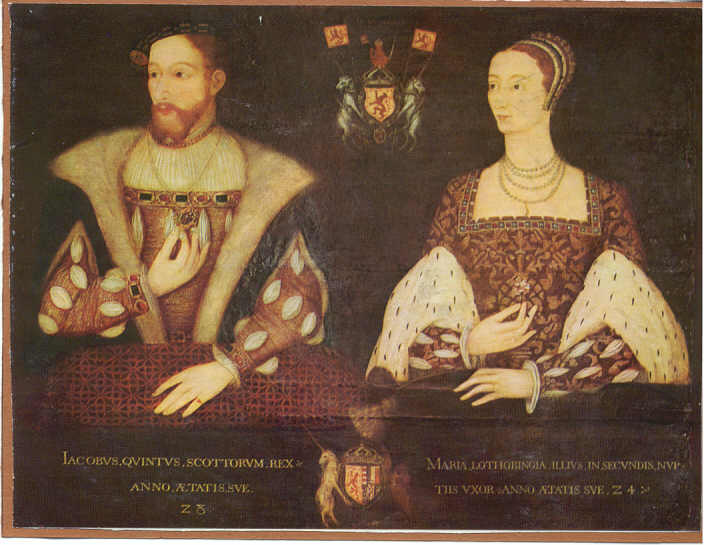
James V và Marie xứ Guise, anonymous artist, c.1542

- James, Công tước xứ Rothesay (22 Tháng 5 1540 - 21 Tháng 4 1541)
- Arthur hoặc Robert Stewart, Công tước của Albany (sinh Tháng 4 1541 tại cung điện Falkland; chết 8 ngày sau đó và được chôn cất tại cung điện Holyrood, Edinburgh)[36]
- Mary I của Scotland (8 Tháng 12 1542 - 8 Tháng 2 1587; có con)

Ngoài ra, James V có chín người con ngoài giá thú được ghi nhận, ít nhất ba người được sinh ra trước khi ông 20 tuổi. Nhà vua trẻ trẻ được cho là đã được khuyến khích quan hệ tình cảm với nhiều phụ nữ khi Angus chiếm hết quyền lực còn ông bị phân tâm từ chính trị.
Nhiều người con trai của nhà vua trở thành tu sĩ phục vụ giáo hội. Giáo hoàng Clement VII gởi cho James V một lời đề nghị vào ngày 30 tháng 8 năm 1534, để bốn người con của ông xuất gia khi họ đến tuổi trưởng thành, bao gồm hoàng tử James 5 tuổi, James trẻ hơn và John ba tuổi, Robert khi đó một tuổi
- Adam Stewart (chết 20 Tháng 6 1575), con trai của Lady Elizabeth Stewart (con gái của John Stewart, Bá tước thứ bacủa Lennox.)
Prior của Charterhouse, Perth. Buried at St. Magnus, Kirkwall, Orkney; tombstone survives.[40]
- James Stewart, con trai của Christine Barclay
- Jean Stewart (chết 7 Tháng 1, 1588), con gái của Elizabeth Bethune.
lấy Archibald Campbell, Bá tước thứ năm của Argyll năm 1553, li hôn năm 1573 do bị ruồng bỏ.
- James Stewart (sinh 1529–57), con trai của Elizabeth Shaw.
Commendator của Kelso và Melrose.
- Robert Stewart, Bá tước thứ nhất của Orkney (b.1533), con trai của Euphame Elphinstone
Prior và Commendator của Holyrood Abbey.
- John Stewart, Huân tước Darnley và Prior của Coldingham, (sinh 1531 – Tháng 11 1563), con trai của Elizabeth Carmichael (1514-1550) người sau đó thành hôn với John Somerville của Cambusnethan.[41]
 ông kết hôn với Jean (or Jane) Hepburn, em gái và là người kế vị của James Hepburn, Bá tước thứ 4 xứ Bothwell, con trai của họ là Francis Stewart trở thành Bá tước của Bothwell và một con gái Christine Stewart được chọn đỡ đầu cho hoàng tử James (về sau là vua James VI, con nữ hoàng Mary), tháng 3 1567.
- James Stewart, Bá tước thứ nhất của Moray, con trai của Margaret Erskine, tình nhân được James yêu thương nhất.
Prior của St Andrews, cố vấn và cũng là đối thủ chính trị của người chị cùng cha khác mẹ Mary và là người nhiếp chính cho cháu trai, James VI.
- Robert Stewart, junior, (chết 1581), mẹ không rõ.
Prior của Whithorn.[42]
- Margaret Stewart, mẹ không rõ.

## Danh hiệu và huy hiệu

Huy hiệu đầy đủ nhà vua James V

- 10 Tháng 4 1512 – 9 Tháng 9 1513: Công tước của Rothesay
- 9 Tháng 9 1513 – 14 Tháng 12 1542: Quốc vương bệ hạ

Các tước vị đầy đủ mà ông từng trải qua trong đời gồm Thân vương James Stewart, Công tước của Rothesay, Bá tước của Carrick, Huân tước Renfrew, Thân vương và Quốc vương của Scotland

## Tổ tiên
| \| \| \| \| \| \| \| \| \| \| \| \| \| \| \| \| \| \| \| \| 16. James I của Scotland \| \| \| \| \| \| \| \| \| \| \| \| \| \| \| \| \| \| \| \| \| \| \| \| \| \| \| \| \| \| \| \| \| \| \| \| \| \| \| \| \| \| \| \| \| \| \| \| \| \| \| \| \| \| 8. James II của Scotland \| \| \| \| \| \| \| \| \| \| \| \| \| \| \| \| \| \| \| \| \| \| \| \| \| \| \| \| \| \| \| \| \| \| \| \| \| \| \| \| \| \| \| \| \| \| \| \| \| \| \| \| \| \| 17. Joan Beaufort (em gái của 26) \| \| \| \| \| \| \| \| \| \| \| \| \| \| \| \| \| \| \| \| \| \| \| \| \| \| \| \| \| \| \| \| \| \| \| \| \| \| \| \| \| \| \| \| \| \| \| \| \| \| \| \| \| \| 4. James III của Scotland \| \| \| \| \| \| \| \| \| \| \| \| \| \| \| \| \| \| \| \| \| \| \| \| \| \| \| \| \| \| \| \| \| \| \| \| \| \| \| \| \| \| \| \| \| \| \| \| \| \| \| \| \| \| 18. Arnold, Công tước của Gelderland \| \| \| \| \| \| \| \| \| \| \| \| \| \| \| \| \| \| \| \| \| \| \| \| \| \| \| \| \| \| \| \| \| \| \| \| \| \| \| \| \| \| \| \| \| \| \| \| \| \| \| \| \| \| 9. Mary xứ Guelders \| \| \| \| \| \| \| \| \| \| \| \| \| \| \| \| \| \| \| \| \| \| \| \| \| \| \| \| \| \| \| \| \| \| \| \| \| \| \| \| \| \| \| \| \| \| \| \| \| \| \| \| \| \| 19. Catherine của Cleves \| \| \| \| \| \| \| \| \| \| \| \| \| \| \| \| \| \| \| \| \| \| \| \| \| \| \| \| \| \| \| \| \| \| \| \| \| \| \| \| \| \| \| \| \| \| \| \| \| \| \| \| \| \| 2. James IV của Scotland \| \| \| \| \| \| \| \| \| \| \| \| \| \| \| \| \| \| \| \| \| \| \| \| \| \| \| \| \| \| \| \| \| \| \| \| \| \| \| \| \| \| \| \| \| \| \| \| \| \| \| \| \| \| 20. Dietrich, Bá tước của Oldenburg \| \| \| \| \| \| \| \| \| \| \| \| \| \| \| \| \| \| \| \| \| \| \| \| \| \| \| \| \| \| \| \| \| \| \| \| \| \| \| \| \| \| \| \| \| \| \| \| \| \| \| \| \| \| 10. Christian I của Đan Mạch \| \| \| \| \| \| \| \| \| \| \| \| \| \| \| \| \| \| \| \| \| \| \| \| \| \| \| \| \| \| \| \| \| \| \| \| \| \| \| \| \| \| \| \| \| \| \| \| \| \| \| \| \| \| 21. Helvig của Schauenburg \| \| \| \| \| \| \| \| \| \| \| \| \| \| \| \| \| \| \| \| \| \| \| \| \| \| \| \| \| \| \| \| \| \| \| \| \| \| \| \| \| \| \| \| \| \| \| \| \| \| \| \| \| \| 5. Margaret của Đan Mạch \| \| \| \| \| \| \| \| \| \| \| \| \| \| \| \| \| \| \| \| \| \| \| \| \| \| \| \| \| \| \| \| \| \| \| \| \| \| \| \| \| \| \| \| \| \| \| \| \| \| \| \| \| \| 22. John, Margrave của Brandenburg-Kulmbach \| \| \| \| \| \| \| \| \| \| \| \| \| \| \| \| \| \| \| \| \| \| \| \| \| \| \| \| \| \| \| \| \| \| \| \| \| \| \| \| \| \| \| \| \| \| \| \| \| \| \| \| \| \| 11. Dorothea xứ Brandenburg \| \| \| \| \| \| \| \| \| \| \| \| \| \| \| \| \| \| \| \| \| \| \| \| \| \| \| \| \| \| \| \| \| \| \| \| \| \| \| \| \| \| \| \| \| \| \| \| \| \| \| \| \| \| 23. Barbara của Saxe-Wittenberg \| \| \| \| \| \| \| \| \| \| \| \| \| \| \| \| \| \| \| \| \| \| \| \| \| \| \| \| \| \| \| \| \| \| \| \| \| \| \| \| \| \| \| \| \| \| \| \| \| \| \| \| \| \| 1. James V của Scotland \| \| \| \| \| \| \| \| \| \| \| \| \| \| \| \| \| \| \| \| \| \| \| \| \| \| \| \| \| \| \| \| \| \| \| \| \| \| \| \| \| \| \| \| \| \| \| \| \| \| \| \| \| \| 24. Owen Tudor \| \| \| \| \| \| \| \| \| \| \| \| \| \| \| \| \| \| \| \| \| \| \| \| \| \| \| \| \| \| \| \| \| \| \| \| \| \| \| \| \| \| \| \| \| \| \| \| \| \| \| \| \| \| 12. Edmund Tudor, Bá tước thứ nhất của Richmond \| \| \| \| \| \| \| \| \| \| \| \| \| \| \| \| \| \| \| \| \| \| \| \| \| \| \| \| \| \| \| \| \| \| \| \| \| \| \| \| \| \| \| \| \| \| \| \| \| \| \| \| \| \| 25. Catherine của Pháp \| \| \| \| \| \| \| \| \| \| \| \| \| \| \| \| \| \| \| \| \| \| \| \| \| \| \| \| \| \| \| \| \| \| \| \| \| \| \| \| \| \| \| \| \| \| \| \| \| \| \| \| \| \| 6. Henry VII của Anh \| \| \| \| \| \| \| \| \| \| \| \| \| \| \| \| \| \| \| \| \| \| \| \| \| \| \| \| \| \| \| \| \| \| \| \| \| \| \| \| \| \| \| \| \| \| \| \| \| \| \| \| \| \| 26. John Beaufort, Công tước thứ nhất của Somerset (anh trai của 17) \| \| \| \| \| \| \| \| \| \| \| \| \| \| \| \| \| \| \| \| \| \| \| \| \| \| \| \| \| \| \| \| \| \| \| \| \| \| \| \| \| \| \| \| \| \| \| \| \| \| \| \| \| \| 13. Margaret Beaufort \| \| \| \| \| \| \| \| \| \| \| \| \| \| \| \| \| \| \| \| \| \| \| \| \| \| \| \| \| \| \| \| \| \| \| \| \| \| \| \| \| \| \| \| \| \| \| \| \| \| \| \| \| \| 27. Margaret Beauchamp của Bletso \| \| \| \| \| \| \| \| \| \| \| \| \| \| \| \| \| \| \| \| \| \| \| \| \| \| \| \| \| \| \| \| \| \| \| \| \| \| \| \| \| \| \| \| \| \| \| \| \| \| \| \| \| \| 3. Margaret Tudor \| \| \| \| \| \| \| \| \| \| \| \| \| \| \| \| \| \| \| \| \| \| \| \| \| \| \| \| \| \| \| \| \| \| \| \| \| \| \| \| \| \| \| \| \| \| \| \| \| \| \| \| \| \| 28. Richard Plantagenet, Công tước thứ 3 của York \| \| \| \| \| \| \| \| \| \| \| \| \| \| \| \| \| \| \| \| \| \| \| \| \| \| \| \| \| \| \| \| \| \| \| \| \| \| \| \| \| \| \| \| \| \| \| \| \| \| \| \| \| \| 14. Edward IV của Anh \| \| \| \| \| \| \| \| \| \| \| \| \| \| \| \| \| \| \| \| \| \| \| \| \| \| \| \| \| \| \| \| \| \| \| \| \| \| \| \| \| \| \| \| \| \| \| \| \| \| \| \| \| \| 29. Cecily Neville \| \| \| \| \| \| \| \| \| \| \| \| \| \| \| \| \| \| \| \| \| \| \| \| \| \| \| \| \| \| \| \| \| \| \| \| \| \| \| \| \| \| \| \| \| \| \| \| \| \| \| \| \| \| 7. Elizabeth xứ York \| \| \| \| \| \| \| \| \| \| \| \| \| \| \| \| \| \| \| \| \| \| \| \| \| \| \| \| \| \| \| \| \| \| \| \| \| \| \| \| \| \| \| \| \| \| \| \| \| \| \| \| \| \| 30. Richard Woodville, Bá tước thứ nhất của Rivers \| \| \| \| \| \| \| \| \| \| \| \| \| \| \| \| \| \| \| \| \| \| \| \| \| \| \| \| \| \| \| \| \| \| \| \| \| \| \| \| \| \| \| \| \| \| \| \| \| \| \| \| \| \| 15. Elizabeth Woodville \| \| \| \| \| \| \| \| \| \| \| \| \| \| \| \| \| \| \| \| \| \| \| \| \| \| \| \| \| \| \| \| \| \| \| \| \| \| \| \| \| \| \| \| \| \| \| \| \| \| \| \| \| \| 31. Jacquetta của Luxembourg \| \| \| \| \| \| \| \| \| \| \| \| \| \| \| \| \| \| \| \| \| \| \| \| \| \| \| \| \| \| \| \| \| \| \| \| \| \| \| \| \| \| \| \| \| \| \| \| \| \| \| \| |                                                                      |  |  |  |  |  |  |  |  |  |  |  |  |  |  |  |
| |                                                                      |  |  |  |  |  |  |  |  |  |  |  |  |  |  |  |
| | 16. James I của Scotland                                             |  |  |  |  |  |  |  |  |  |  |  |  |  |  |  |
| |                                                                      |  |  |  |  |  |  |  |  |  |  |  |  |  |  |  |
| |                                                                      |  |  |  |  |  |  |  |  |  |  |  |  |  |  |  |
| | 8. James II của Scotland                                             |  |  |  |  |  |  |  |  |  |  |  |  |  |  |  |
| |                                                                      |  |  |  |  |  |  |  |  |  |  |  |  |  |  |  |
| |                                                                      |  |  |  |  |  |  |  |  |  |  |  |  |  |  |  |
| | 17. Joan Beaufort (em gái của 26)                                    |  |  |  |  |  |  |  |  |  |  |  |  |  |  |  |
| |                                                                      |  |  |  |  |  |  |  |  |  |  |  |  |  |  |  |
| |                                                                      |  |  |  |  |  |  |  |  |  |  |  |  |  |  |  |
| | 4. James III của Scotland                                            |  |  |  |  |  |  |  |  |  |  |  |  |  |  |  |
| |                                                                      |  |  |  |  |  |  |  |  |  |  |  |  |  |  |  |
| |                                                                      |  |  |  |  |  |  |  |  |  |  |  |  |  |  |  |
| | 18. Arnold, Công tước của Gelderland                                 |  |  |  |  |  |  |  |  |  |  |  |  |  |  |  |
| |                                                                      |  |  |  |  |  |  |  |  |  |  |  |  |  |  |  |
| |                                                                      |  |  |  |  |  |  |  |  |  |  |  |  |  |  |  |
| | 9. Mary xứ Guelders                                                  |  |  |  |  |  |  |  |  |  |  |  |  |  |  |  |
| |                                                                      |  |  |  |  |  |  |  |  |  |  |  |  |  |  |  |
| |                                                                      |  |  |  |  |  |  |  |  |  |  |  |  |  |  |  |
| | 19. Catherine của Cleves                                             |  |  |  |  |  |  |  |  |  |  |  |  |  |  |  |
| |                                                                      |  |  |  |  |  |  |  |  |  |  |  |  |  |  |  |
| |                                                                      |  |  |  |  |  |  |  |  |  |  |  |  |  |  |  |
| | 2. James IV của Scotland                                             |  |  |  |  |  |  |  |  |  |  |  |  |  |  |  |
| |                                                                      |  |  |  |  |  |  |  |  |  |  |  |  |  |  |  |
| |                                                                      |  |  |  |  |  |  |  |  |  |  |  |  |  |  |  |
| | 20. Dietrich, Bá tước của Oldenburg                                  |  |  |  |  |  |  |  |  |  |  |  |  |  |  |  |
| |                                                                      |  |  |  |  |  |  |  |  |  |  |  |  |  |  |  |
| |                                                                      |  |  |  |  |  |  |  |  |  |  |  |  |  |  |  |
| | 10. Christian I của Đan Mạch                                         |  |  |  |  |  |  |  |  |  |  |  |  |  |  |  |
| |                                                                      |  |  |  |  |  |  |  |  |  |  |  |  |  |  |  |
| |                                                                      |  |  |  |  |  |  |  |  |  |  |  |  |  |  |  |
| | 21. Helvig của Schauenburg                                           |  |  |  |  |  |  |  |  |  |  |  |  |  |  |  |
| |                                                                      |  |  |  |  |  |  |  |  |  |  |  |  |  |  |  |
| |                                                                      |  |  |  |  |  |  |  |  |  |  |  |  |  |  |  |
| | 5. Margaret của Đan Mạch                                             |  |  |  |  |  |  |  |  |  |  |  |  |  |  |  |
| |                                                                      |  |  |  |  |  |  |  |  |  |  |  |  |  |  |  |
| |                                                                      |  |  |  |  |  |  |  |  |  |  |  |  |  |  |  |
| | 22. John, Margrave của Brandenburg-Kulmbach                          |  |  |  |  |  |  |  |  |  |  |  |  |  |  |  |
| |                                                                      |  |  |  |  |  |  |  |  |  |  |  |  |  |  |  |
| |                                                                      |  |  |  |  |  |  |  |  |  |  |  |  |  |  |  |
| | 11. Dorothea xứ Brandenburg                                          |  |  |  |  |  |  |  |  |  |  |  |  |  |  |  |
| |                                                                      |  |  |  |  |  |  |  |  |  |  |  |  |  |  |  |
| |                                                                      |  |  |  |  |  |  |  |  |  |  |  |  |  |  |  |
| | 23. Barbara của Saxe-Wittenberg                                      |  |  |  |  |  |  |  |  |  |  |  |  |  |  |  |
| |                                                                      |  |  |  |  |  |  |  |  |  |  |  |  |  |  |  |
| |                                                                      |  |  |  |  |  |  |  |  |  |  |  |  |  |  |  |
| | 1. James V của Scotland                                              |  |  |  |  |  |  |  |  |  |  |  |  |  |  |  |
| |                                                                      |  |  |  |  |  |  |  |  |  |  |  |  |  |  |  |
| |                                                                      |  |  |  |  |  |  |  |  |  |  |  |  |  |  |  |
| | 24. Owen Tudor                                                       |  |  |  |  |  |  |  |  |  |  |  |  |  |  |  |
| |                                                                      |  |  |  |  |  |  |  |  |  |  |  |  |  |  |  |
| |                                                                      |  |  |  |  |  |  |  |  |  |  |  |  |  |  |  |
| | 12. Edmund Tudor, Bá tước thứ nhất của Richmond                      |  |  |  |  |  |  |  |  |  |  |  |  |  |  |  |
| |                                                                      |  |  |  |  |  |  |  |  |  |  |  |  |  |  |  |
| |                                                                      |  |  |  |  |  |  |  |  |  |  |  |  |  |  |  |
| | 25. Catherine của Pháp                                               |  |  |  |  |  |  |  |  |  |  |  |  |  |  |  |
| |                                                                      |  |  |  |  |  |  |  |  |  |  |  |  |  |  |  |
| |                                                                      |  |  |  |  |  |  |  |  |  |  |  |  |  |  |  |
| | 6. Henry VII của Anh                                                 |  |  |  |  |  |  |  |  |  |  |  |  |  |  |  |
| |                                                                      |  |  |  |  |  |  |  |  |  |  |  |  |  |  |  |
| |                                                                      |  |  |  |  |  |  |  |  |  |  |  |  |  |  |  |
| | 26. John Beaufort, Công tước thứ nhất của Somerset (anh trai của 17) |  |  |  |  |  |  |  |  |  |  |  |  |  |  |  |
| |                                                                      |  |  |  |  |  |  |  |  |  |  |  |  |  |  |  |
| |                                                                      |  |  |  |  |  |  |  |  |  |  |  |  |  |  |  |
| | 13. Margaret Beaufort                                                |  |  |  |  |  |  |  |  |  |  |  |  |  |  |  |
| |                                                                      |  |  |  |  |  |  |  |  |  |  |  |  |  |  |  |
| |                                                                      |  |  |  |  |  |  |  |  |  |  |  |  |  |  |  |
| | 27. Margaret Beauchamp của Bletso                                    |  |  |  |  |  |  |  |  |  |  |  |  |  |  |  |
| |                                                                      |  |  |  |  |  |  |  |  |  |  |  |  |  |  |  |
| |                                                                      |  |  |  |  |  |  |  |  |  |  |  |  |  |  |  |
| | 3. Margaret Tudor                                                    |  |  |  |  |  |  |  |  |  |  |  |  |  |  |  |
| |                                                                      |  |  |  |  |  |  |  |  |  |  |  |  |  |  |  |
| |                                                                      |  |  |  |  |  |  |  |  |  |  |  |  |  |  |  |
| | 28. Richard Plantagenet, Công tước thứ 3 của York                    |  |  |  |  |  |  |  |  |  |  |  |  |  |  |  |
| |                                                                      |  |  |  |  |  |  |  |  |  |  |  |  |  |  |  |
| |                                                                      |  |  |  |  |  |  |  |  |  |  |  |  |  |  |  |
| | 14. Edward IV của Anh                                                |  |  |  |  |  |  |  |  |  |  |  |  |  |  |  |
| |                                                                      |  |  |  |  |  |  |  |  |  |  |  |  |  |  |  |
| |                                                                      |  |  |  |  |  |  |  |  |  |  |  |  |  |  |  |
| | 29. Cecily Neville                                                   |  |  |  |  |  |  |  |  |  |  |  |  |  |  |  |
| |                                                                      |  |  |  |  |  |  |  |  |  |  |  |  |  |  |  |
| |                                                                      |  |  |  |  |  |  |  |  |  |  |  |  |  |  |  |
| | 7. Elizabeth xứ York                                                 |  |  |  |  |  |  |  |  |  |  |  |  |  |  |  |
| |                                                                      |  |  |  |  |  |  |  |  |  |  |  |  |  |  |  |
| |                                                                      |  |  |  |  |  |  |  |  |  |  |  |  |  |  |  |
| | 30. Richard Woodville, Bá tước thứ nhất của Rivers                   |  |  |  |  |  |  |  |  |  |  |  |  |  |  |  |
| |                                                                      |  |  |  |  |  |  |  |  |  |  |  |  |  |  |  |
| |                                                                      |  |  |  |  |  |  |  |  |  |  |  |  |  |  |  |
| | 15. Elizabeth Woodville                                              |  |  |  |  |  |  |  |  |  |  |  |  |  |  |  |
| |                                                                      |  |  |  |  |  |  |  |  |  |  |  |  |  |  |  |
| |                                                                      |  |  |  |  |  |  |  |  |  |  |  |  |  |  |  |
| | 31. Jacquetta của Luxembourg                                         |  |  |  |  |  |  |  |  |  |  |  |  |  |  |  |
| |                                                                      |  |  |  |  |  |  |  |  |  |  |  |  |  |  |  |
| |                                                                      |  |  |  |  |  |  |  |  |  |  |  |  |  |  |  |